# Станислав Курилов
Станислав (Слава) Василиевич Курилов (на руски: Станисла́в Васи́льевич Кури́лов) е съветски, канадски и израелски океанограф.
Известен е с бягството си чрез плуване от съветски туристически лайнер през 1974 г.

## Биография

### Ранни години
Роден е на 17 юли 1936 г. в град Орджоникидзе. Прекарва детството си в Семипалатинск, където се научава да плува; 10-годишен преплува река Иртиш. Опитва се да си намери работа като юнга в Балтийския флот без документи. Служи в армията като химически инструктор в сапьорен батальон.
Учи социална психология в педагогически институт, завършва морско училище и Ленинградския хидрометеорологичен институт със специалност „Океанология“. След това работи във филиал на Института по океанология на Академията на науките на СССР в Ленинград, инструктор е по дълбоко гмуркане в Института по морска биология във Владивосток. Изучава йога по самиздатски публикации. Опитва се да получи разрешение за командировка в чужбина, но това му е упорито отказвано по различни причини, включително и поради факта, че има роднини, живеещи в чужбина (сестра му се омъжва за индиец и отива с него в Индия, а след това в Канада).
През 1970 г. два от съвместните подводни проекти на неговия екип с Жак-Ив Кусто се провалят един след друг, защото му е отказан паспорт. Вместо това руснаците изпращат друга група, „без опит в гмуркането, но с (изходни) визи“, с която Кусто отказва да работи.

### Бягство от СССР
Нямайки възможност законно да напусне СССР, Станислав Курилов започва да се подготвя за бягство. Тази мисъл зрее в него дълго време, а истинското решение е намерено спонтанно: когато вижда реклама за круизна обиколка на лайнера „Съветски съюз“, който през декември 1974 г. ще пътува от Владивосток до екватора и обратно, без да се влиза в пристанища. Тъй като корабът няма да посещава чужди пристанища, за участие в круиза не е необходима изходна виза.
След като изчислява по карта оптималния маршрут, в нощта на 13 декември 1974 г. Станислав скача от кърмата от височина над 12 метра. Избягнал по чудо попадане под витлата на кораба, той слага плавници, маска и шнорхел и заплува към брега. Без сън, храна и напитки, без морско оборудване, Курилов плава в открития океан почти три дни. Той остава жив, излизайки на брега на остров Сиаргао (Филипините). Заради проблеми с навигацията и теченията планираните осемнадесет километра се превръщат в почти сто. Издръжливостта, показана от Курилов, е улеснена, по думите му, от многогодишни занимания с йога.
Филипинците откарват Курилов в град Кагаян де Оро на остров Минданао и информацията за бягството му попада в международната преса. След разследване от филипинските власти и попадане в затвора е депортиран в Канада и получава канадско гражданство. За бягството съобщава радио „Гласът на Америка“. Курилов е осъден задочно в СССР на 10 години затвор за държавна измяна.

### След бягството
В Канада Курилов първо работи в пицария, след това работи в канадски и американски фирми, занимаващи се с морски изследвания (търсене на полезни изкопаеми в района на Хавайските острови, работи в Арктика, прави океанографски проучвания в екваториалните води).
По време на едно от работните си пътувания до САЩ той се запознава там с израелските писатели Александър и Нина Воронел. По тяхна покана посещава Израел, където се запознава с Елена Генделева. През 1986 г. се жени за нея и заживява в Израел. Става сътрудник в Океанографския институт в Хайфа. През 1986 г. израелското списание „22“ публикува неговата повест „Бягство“. Части от нея са публикувани в сп. „Огоньок“ (1991) и му носят званието на лауреат на премия на списанието. Предговорът на книгата е от руския прозаик и дисидент Василий Аксьонов. В него той пише:
„... той определено принадлежеше към малкото племе от смелчаци, които се осмелиха да се противопоставят на подлата власт. Скок в безбрежния океан от кърмата на огромен съветски параход, двудневно плуване във водата към непознатите Филипини; кой друг би могъл да направи това, ако не руският интелектуалец, спортист и йога Слава Курилов? Руската интелигенция не трябва да забравя своите герои: те не са толкова много. ... ето го образът на вечния бунтар!“
Умира на 29 януари 1998 г. по време на гмуркане на Галилейското езеро в Израел. Освобождавайки заедно с партньор от риболовни мрежи оборудването, монтирано на дъното, Курилов се заплита в мрежите и изразходва целия въздух. Погребан е в Йерусалим в гробище на германската тамплиерска общност.

## Памет
- През 2012 г. режисьорът Алексей Литвинцев прави документален филм за Курилов – „Сам в океана“; премиерата на филма е по телевизионния канал „Россия-1“ на 16 декември 2012 г.[9][11]
- През 2017 г. украинската група „Антителя“ пуска видеоклип към песента TDME, заснет като миниистория за бягството на Станислав Курилов. Ролята на Курилов се изпълнява от многократния световен шампион по плуване Олег Лисогор. Клипът е пуснат на 22 декември.[12]
- За 2022 г. са планирани снимките на филма „Сам в океана“, чийто сюжет е базиран на едноименната книга на Курилов. Режисьор на филма е Кирил Соколов, главната роля се играе от Данила Козловский.[13]